# Espill

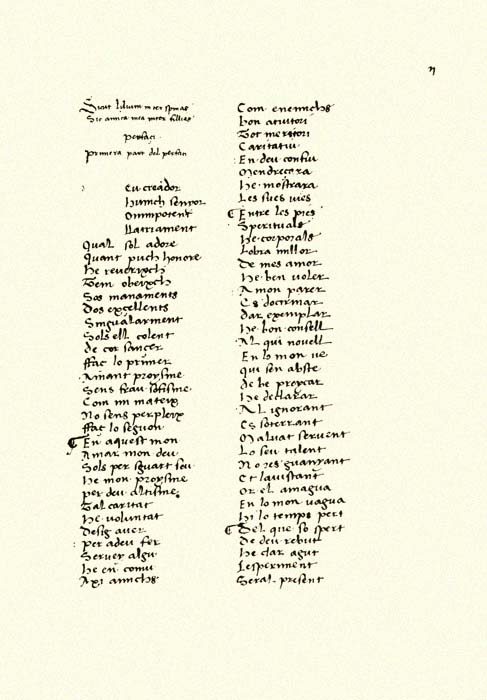
Manuscrit de l'Espill de Jaume Roig

Espill (en español: Espejo), también conocida como Llibre de les Dones (en español: Libro de las mujeres), es una de las grandes obras de la literatura medieval en valenciano. Escrita por Jaume Roig en versos de cuatro sílabas, solo se conserva un manuscrito, pese a que durante el siglo XVI fue impreso tres veces, prueba de su notable éxito. 
Escrita aproximadamente en 1460, el mismo año que Joanot Martorell empezó su Tirant lo Blanc. Jaume Roig habla en primera persona narrativa dirigiéndose a Baltasar Bou, su sobrino segundo -hijo de su prima Úrsula Pérez, casada con Guerau Bou-, para explicarle como le han maltratado las mujeres a lo largo de su desgraciada vida y para convencerlo de que tiene que vivir al margen de ellas si quiere obtener la salvación. La obra es una larga diatriba contra las mujeres, que son todas malvadas, excepto Isabel Pellicer (la esposa real de Jaume Roig) y de la Virgen María. Siguiendo la tradición narrativa románica, el Espill está escrito en más de 16.000 versos de cuatro sílabas, que riman de dos en dos.

## Argumento
El Espill consta de un prefacio y de cuatro libros que, a su vez, se dividen en cuatro partes. En el prefacio, el narrador hace una declaración de principios, éticos y estilísticos. En el libro primero, "De su juventud", conocemos al protagonista, que habla siempre en primera persona y explica ahora cómo fue su infancia. Huérfano de padre y expulsado de su casa por su madre, se ve obligado a ganarse la vida en Valencia. Poco después emprende un viaje aventurero, primero por Cataluña y luego por Francia. Lucha en la guerra de los Cien Años con las tropas francesas y en París, cuando ya es rico gracias a los botines obtenidos, interviene en la vida caballeresca. Según las últimas investigaciones, estos versos sobre sus aventuras en tierras galas, esconden la parodia de un contemporáneo y legendario mercenario castellano, llamado Rodrigue de Villandrando, con la que Roig, trata de desmitificar la vida caballeresca novelada al mostrar su lado más sórdido, con el objetivo de desalentar a su joven sobrino, deseoso de convertirse en caballero. El segundo libro, "De cuando estuvo casado", narra los sucesivos fracasos matrimoniales del protagonista, primero con una doncella que al final resultó que no lo era, después con una viuda, en tercer lugar con una novicia y, finalmente, explica el frustrado intento de casarse con una beguina. En el tercer libro, "De la lección de Salomón", el protagonista, desesperado por no poder encontrar una esposa adecuada, pretende casarse con una parienta suya. Entonces se le aparece en sueños Salomón, el sabio bíblico por antonomasia, que le suelta una larga invectiva contra las mujeres que corrobora con ejemplos bíblicos las malas experiencias relatadas en los dos libros anteriores.Y el cuarto libro se titula "De enviudar" en el que este hace caso de lo que le dijo Salomón y comienza una vida alejada de las mujeres.

## Misoginia
Un aspecto señalado repetidamente en los últimos tiempos es el carácter «misógino» de la obra, un calificativo anacrónico que eclipsa los aspectos modernos que también están presentes en la obra. En este sentido, la obra se ha de contextualizar en el debate que sobre la condición femenina existía en la literatura en lengua vulgar desde el siglo XIII, con autores que escribían a favor de las mujeres y autores que se manifestaban en contra de ellas. Autores como Giovanni Boccaccio, Alain Chartier, Juan Rodríguez del Padrón o Bernat Metge también participaron en el debate. La misoginia es, pues, un tema literario de éxito seguro.

## Comicidad
La misoginia del Espill es tan exagerada que tenía que provocar una sonrisa en el público contemporáneo. Esta es precisamente la gracia de la obra, que está escrita de forma que los despropósitos dan risa. El Espill es una comedia en el sentido medieval del término, o sea, una obra escrita en un lenguaje coloquial y protagonizada por personajes de bajo nivel que empieza mal para terminar bien. Para escribir su obra, Jaume Roig manipula los materiales o los textos que toma como referencia (argumentos profeministas, ejemplos, milagros, la Biblia, la Leyenda aurea de Jaime de Varazze, etc.), de forma que cambia su sentido, algún episodio o alguna palabra, modificaciones que el público contemporáneo sabía captar y que celebraba como una muestra de habilidad e ingenio de su autor.

## La realidad cotidiana y el elemento burgués
El Espill se desarrolla narrativamente en dos planos: uno es el de las aventuras imaginadas del protagonista, y otro es el realista, el plano en que se describen los diversos escenarios que enmarcan la acción. Este segundo plano es el que nos revela el auténtico temperamento de novelista de su autor. Roig sobresale en la observación de la realidad de su época y en su descripción, proceso que la somete a una grotesca deformación. Paralelamente, y en relación con esta deformación, el autor no olvida los detalles más desagradables e incluso repugnantes. Las descripciones tienen una viveza y expresividad extraordinarias.

## Medicina
Jaume Roig no esconde su condición de médico en el Espill. Habla de medicinas, de enfermedades, de médicos, de pacientes, de experiencias personales como profesional de la medicina... y del cuerpo de las mujeres visto como lo describían los tratados médicos de su tiempo. Las mujeres existen sólo en función de la procreación, y por ello el cuerpo de las mujeres es analizado a partir de la menstruación, los fluidos vaginales femeninos, el coito, el embarazo, el parto o la lactancia.

## Estilo y lenguaje
La limitadísima longitud de los versos (cuatro sílabas) determina inexorablemente el estilo del libro y, a veces, convierte la lectura en difícil. Roig se vio obligado a usar amplios incisos, a mutilar versos y, en definitiva, a practicar equilibrios diversos que muchas veces distorsionan la sintaxis de la frase.
El léxico es otra de las magníficas aportaciones del Espill. El autor afirma explícitamente en el prefacio que no ha hecho sino copiar el lenguaje de los habitantes de la huerta de Valencia. A partir de esta base lingüística inicial, que constituye un amplio mosaico del vocabulario coloquial de la Valencia de la época, el autor realiza diversos giros semánticos y fonéticos.
El estilo de Jaume Roig se fundamenta en las diversas formas de la comicidad: episodios y personajes cómico por un lado y uso de la sorpresa lingüística o de la tergiversación de les fuentes utilizadas por otra. 
Con su estilo cómico, Jaume Roig establece polémica literaria y cultural con el modelo de prosa que triunfaba en la Valencia del siglo XV, es decir, con la prosa de arte cuyo representante más relevante es el poeta y teólogo Joan Roís de Corella.